# Cheilanthes intertexta
Cheilanthes intertexta là một loài thực vật có mạch trong họ Adiantaceae. Loài này được (Maxon) Maxon miêu tả khoa học đầu tiên năm 1923.